# Sowjetisches Ehrenmal (Berlin-Buch)

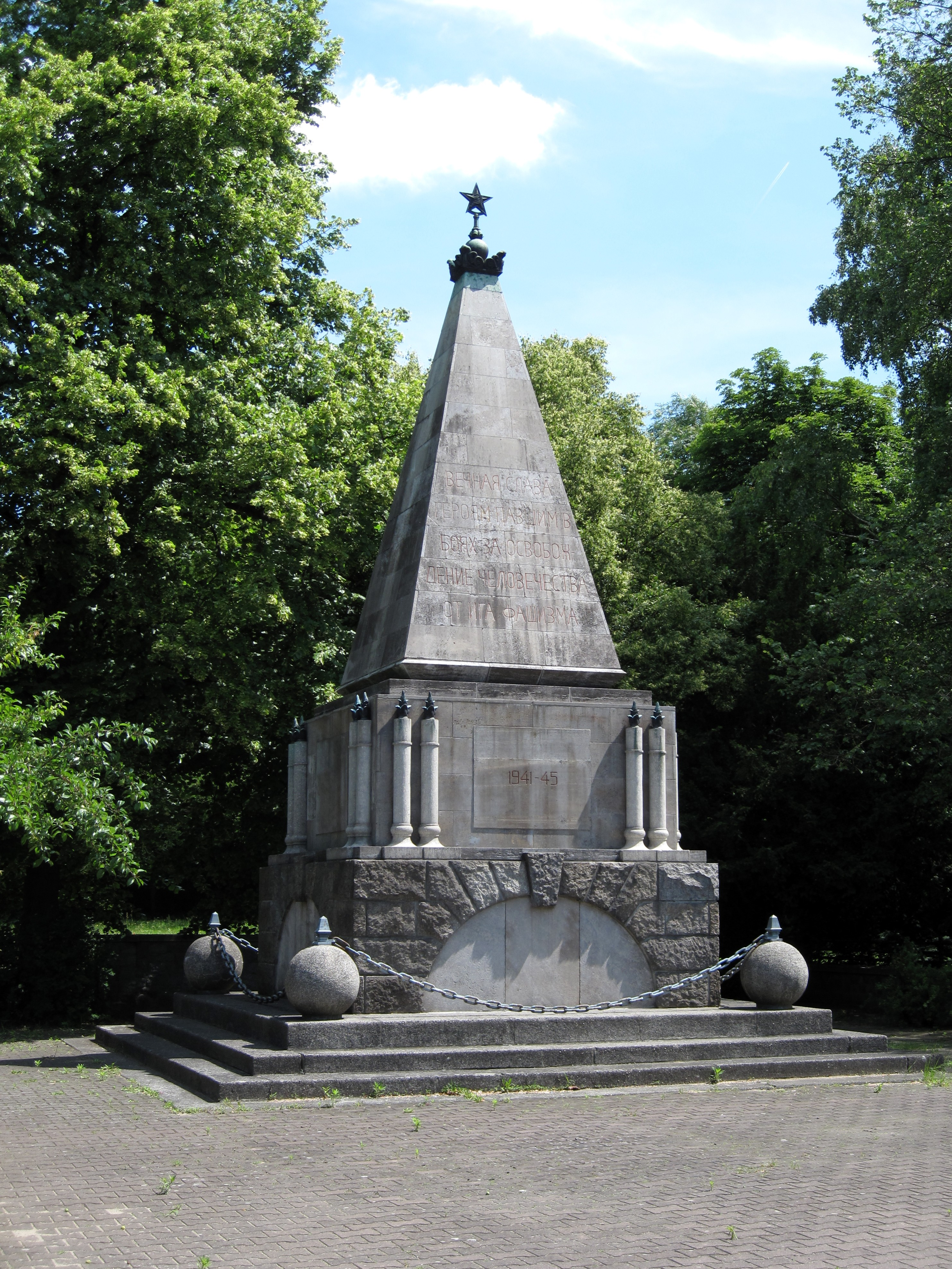
Sowjetisches Ehrenmal

Das Sowjetische Ehrenmal Buch befindet sich im gleichnamigen Ortsteil Buch des Berliner Bezirks Pankow. Es erinnert an die während der Schlacht um Berlin im April 1945 in der Umgebung gefallenen Soldaten der Roten Armee.
Auf Anordnung der Sowjetischen Militäradministration in Deutschland (SMAD) wurde das Denkmal 1947–1948 nach einem Entwurf von Johann Tenne errichtet. Unterbau, Sockel und Pyramiden-Obelisk sollen an frühklassizistische Entwürfe erinnern und sich so in die Architektur des benachbarten Bucher Schlossparks einfügen.
Ursprünglich als Gedenkstätte und Grabmal gedacht, dient es seit der Umbettung der Toten zum Sowjetischen Ehrenmal in der Schönholzer Heide weiterhin als Gedenkstätte. In den 1990er Jahren wurde das Ensemble für 60.000 DM durch das Land Berlin saniert.
Das Ehrenmal steht im alten Dorfkern auf einem abgegrenzten Teil des Schlossparks mit der restaurierten Schlosskirche Buch. Direkt daneben verläuft die Wiltbergstraße. In 150 Meter Entfernung befindet sich der Bahnhof Berlin-Buch der S-Bahn.

## Weitere Ehrenmale in Berlin
- Sowjetisches Ehrenmal (Treptower Park)
- Sowjetisches Ehrenmal (Schönholzer Heide)
- Sowjetisches Ehrenmal (Tiergarten)